# Témoins muets
Pour plus de détails, voir Fiche technique et Distribution.
Témoins muets (Немые свидетели, Nemye svideteli) est un film russe réalisé par Evgueny Bauer, sorti en 1914,.

## Fiche technique
- Photographie : Boris Zavelev